# Skogfinns
Les Skogfinns en Norvège ou Skogsfinnar en Suède (« les Finlandais des forêts ») sont des personnes d'origine finlandaise (qui faisait alors partie de la Suède) qui ont émigré dans les zones boisées de l'est de la Norvège et du centre de la Suède entre la fin du XVIe siècle et le début du XVIIe siècle. Les zones dans lesquelles ils se sont installées ont alors pris le nom de Finnskogen (« bois des Finlandais »). Ils constituent l'une des cinq minorités nationales de la Norvège avec les Sames, les Kvènes, les Juifs et les Roms. On y estime leur nombre à quelques centaines de personnes, pour un total de dix à quinze mille Norvégiens finnophones.

## Liens
- (fr) L'aménagement linguistique dans le monde : la Norvège
- (en) L'histoire de la culture finnoise dans le sud de la Norvège